# Frances Reid
Frances Reid (9 de diciembre de 1914 - 3 de febrero de 2010) fue una destacada actriz estadounidense, participó en una gran cantidad de producciones, pero ha sido conocida por interpretar a Alice Horton en la serie de NBC Days of Our Lives, de 1965 hasta 2007.

## Biografía
Es hija de Charles William y Anna May Priest-Reid.
Reid nació en Wichita Falls, Texas y creció en Berkeley, California. 
El 27 de junio de 1940 se casó con el actor Philip Bourneuf, con quien estuvo casada hasta su muerte en 1979, la pareja no tuvo ningún hijo.
Reid murió en Beverly Hills, California, en un centro de asistencia, el 3 de febrero de 2010 a los 95 años. 

## Carrera
Su carrera como actriz comenzó en 1938 con un pequeño papel en la película Man-Proof. 
En 1965 se unió al elenco principal de la serie de la NBC: Days of Our Lives donde dio vida a la matriarca Alice Horton, hasta 2007. En el momento de su muerte, ella ocupó el quinto lugar en la lista de todos los tiempos de mayor antigüedad de actores de telenovelas en los Estados Unidos.

## Premios y distinciones
Premios Óscar
| Año  | Categoría              | Película                      | Resultado |
| ---- | ---------------------- | ----------------------------- | --------- |
| 1995 | Mejor documental corto | Straight from the Heart       | Ganadora  |
| 2001 | Mejor documental corto | Long Night's Journey into Day | Nominada  |